# Graymoor-Devondale
Graymoor-Devondale är en ort i Jefferson County, Kentucky, USA. År 2000 hade orten 2 925 invånare. Den har enligt United States Census Bureau en area på 1,9 km², allt är land.